# Inhuldigingsmedaille 1980
De Inhuldigingsmedaille 1980 is een herinneringsmedaille die werd toegekend ter herinnering aan de inhuldiging van koningin Beatrix der Nederlanden. De koningen Willem I, II en III hebben geen inhuldigingsmedailles ingesteld; de eerste medaille van deze soort, de Inhuldigingsmedaille 1898, was ook de eerste Nederlandse herinneringsmedaille voor feestelijkheden van het koningshuis. In 1948 en 2013 werd eveneens een medaille toegekend: de Inhuldigingsmedaille 1948 en de Inhuldigingsmedaille 2013.

## Achtergrond
Toen het hof de inhuldiging van koningin Beatrix voorbereidde ontving Katinka Bruyn-van Rood opdracht om een medaille te ontwerpen. De medaille zou op de voorzijde het portret van de in te huldigen vorstin moeten dragen. De koningin draagt geen diadeem of kroon.
Op de keerzijde van de medaille staat een door een koningskroon gedekt koninklijk monogram "B" met daaromheen de tekst "BEATRIX KONINGIN DER NEDERLANDEN" en in kleinere letters daarbinnen: "30 APRIL 1980".
Het lint heeft de kleuren oranje en nassaublauw die in drie vrij brede banen voorkomen. De Nederlandse koningen kiezen sinds eeuwen voor oranje.
De zilveren medaille heeft een doorsnee van 30,3 millimeter en is daarmee vrij groot. De medaille weegt circa negentien gram (met lint). Het moirézijden lint is 27 millimeter breed. Op de zijkant is een mercuriusstaf, teken van het Utrechtse munthuis, geslagen. Er is soms een keur in de vorm van een zwaardje op de medaille aangebracht. Men kan een miniatuur van de medaille dragen op een rokkostuum of gala-uniform maar er is, behalve de voor militairen gedachte baton, geen knoopsgatversiering voor het revers.
Er zijn circa 12750 medailles uitgereikt. De militairen van het escorte, gasten en honderden medewerkers van het hof kregen een onderscheiding. Er waren op de dag van de inhuldiging veel rellen in Amsterdam. De honderden voor het bewaren van de orde ingezette politieagenten kregen ook een inhuldigingsmedaille.
Museummedaille ·
Erepenning ·
Medaille van de Maatschappij tot Redding van Drenkelingen ·
Doggersbank-medaille ·
Broeder van de Orde van de Nederlandse Leeuw ·
Antwerpsche Medaille 1832 ·
Onderscheidingsteken voor Langdurige, Eerlijke en Trouwe Dienst ·
Eremedaille voor Kunst en Wetenschap ·
Eremedaille voor Voortvarendheid en Vernuft ·
De Ruyter-medaille ·
Regeringsmedaille ·
Medaille van het Carnegie Heldenfonds ·
Medaille van Verdienste van het Nederlandse Rode Kruis ·
Medaille voor trouwe dienst van het Nederlandse Rode Kruis ·
Erkentelijkheidsmedaille 1940-1945 ·
Inhuldigingsmedaille 1948 ·
Herinneringsmedaille Luchtbescherming 1940-1945 ·
Medaille van de Noord- en Zuid-Hollandsche Redding Maatschappij ·
Zilveren Anjer · 
Cultuurfonds Onderscheiding · 
Vrijwilligersmedaille Openbare Orde en Veiligheid ·
Vaardigheidsmedaille van de Nederlandse Sport Federatie ·
Inhuldigingsmedaille 1980 ·
Herinneringsmedaille VN-Vredesoperaties ·
Herinneringsmedaille Multinationale Vredesoperaties ·
Herinneringsmedaille Internationale Missies ·
Huwelijksmedaille 2002 ·
Herinneringsmedaille Buitenlandse Bezoeken ·
Marinemedaille ·
Landmachtmedaille ·
Marechausseemedaille ·
Luchtmachtmedaille
Zie ook: Ridderorden en onderscheidingen in Nederland